# Papiro Amherst
Il papiro Amherst è un antico documento egizio ora noto come papiro di Leopoldo II e Amherst, che faceva parte degli atti giudiziari riguardanti i furti avvenuti nelle tombe durante il regno di Ramesse IX. È databile all'anno 16 del suo governo. Contiene la confessione di otto uomini che entrarono nella tomba di Sobekemsaf, e una descrizione della ricostruzione del crimine. Chiarifica le pratiche seguite negli antichi tribunali egizi: si favorivano le confessioni battendo con una doppia asta su piedi e mani, si ricostruiva il crimine sul luogo del misfatto, e si imprigionavano i sospetti nel corpo di guardia di un tempio. Il documento è fondamentale per la comprensione dell'importanza delle sepolture e della vita ultraterrena nell'antico Egitto, oltre che dei crimini e delle punizioni in voga durante la XX dinastia.

## Storia
Il furto descritto nel documento di Amherst-Leopold risale alla XX dinastia, e avvenne durante "un periodo di problemi economici e disunità nazionale". Fu un periodo difficile per l'Egitto, sicuramente non prospero. L'Egitto non era in grado di controllare i territori più remoti, e li perse, mentre potenze straniere come la Libia condussero razzie in territorio egizio. I capi locali si trovarono in mano molto più potere quando il faraone cercò di ristabilire l'ordine costituito. L'ordine civile e il potere amministrativo erano a un punto molto basso, mentre le condizioni economiche erano aggravate dall'inflazione: "alla fine della XX dinastia, un periodo di cui abbiamo molte informazioni che parlano di furti nelle tombe, questa usanza fu molto incoraggiata dai fattori economici". I furti nelle tombe divennero un modo semplice per arricchirsi in poco tempo. "Le tombe intatte erano solitamente quelle più povere".

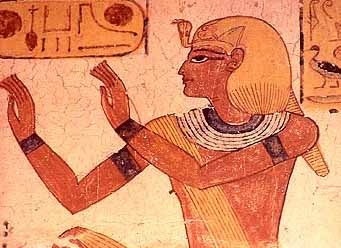
Ramesse IX

Il tombarolismo era una pratica comune nel mondo antico, soprattutto nell'antico Egitto: "è un fatto risaputo che le antiche tombe egizie furono profanate nell'antichità". In passato furono fatti sforzi per scoraggiare i furti nelle tombe, ma servirono solo ad aumentare l'ingegno dei ladri. All'inizio le tombe furono rese più difficili da aprire, trasformando il materiale da costruzione da legno in pietra, e le entrate furono sigillate in modo da rendere più difficile il lavoro degli scassinatori. Furono aggiunte camere segrete per nascondere i corpi. Nonostante tutte le misure adottate per fermare i furti, il richiamo di possibili tesori portò a situazioni come quelle descritte nel papiro di Amherst-Leopold.

## Contenuto
Per la precisione, il papiro contiene la confessione fatta dai ladri del crimine commesso, e la punizione che gli fu inflitta. La tomba profanata apparteneva a Sobekemsaf, e il fatto avvenne nell'anno 13 del regno di Ramesse IX. Amenpnufer viene descritto come il capo del gruppo di ladri, e nel suo processo si parla di un valore del tesoro pari a 15 kg d'oro. Il furto non si limitò alla tomba di Sobekemsaf; "trovammo anche la moglie e prendemmo tutto quello che trovammo su di lei. Prendemmo oggetti d'oro, argento, bronzo, e dividemmo tra noi il tutto". Anche se i ladri ammisero di aver commesso il crimine, sappiamo che i processi del tempo si svolgevano in modo non chiaro: "ai ladri condotti davanti agli inquisitori della XX dinastia fu chiesto delle loro attività, e testimoni furono chiamati a confermare o contraddire le loro storie. Accusati e testimoni furono bastonati al fine di stimolare la loro memoria". Sapendolo, diventa più difficile capire se coloro che furono accusati fossero davvero i responsabili, nonostante la descrizione degli eventi sembra confermarne la colpevolezza: "Rubammo l'oro, che trovammo sulla mummia di questo dio, ed i suoi amuleti ed ornamenti posti sulla gola, e la copertura". La punizione che toccò ai colpevoli fu l'impalamento, una punizione utilizzata per i crimini più gravi: "la punizione per aver violato una tomba reale: impalamento".

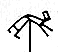
Geroglifico per l'impalamento

## Storia moderna del papiro
Il papiro di Amherst-Leopold è diviso in due parti: quella bassa fu acquistata in Egitto da Lord Amherst di Hackney a metà del XIX secolo, e venduta a John Pierpont Morgan nel 1913. Nel 1935 la parte mancante fu ritrovata dall'egittologo belga Jean Capart nel Musée d'arts di Bruxelles, e fu da questo chiamato papiro Leopold II. Questo frammento era nascosto in una statuetta di legno acquistata dal futuro re Leopoldo II durante un viaggio in Egitto nel 1854 o nel 1862. La traduzione del papiro di Amherst-Leopold si rivelò difficoltosa, a differenza di altri documenti simili, come il papiro Abbott.

## Importanza storica
Il papiro Amherst-Leopold è uno dei più importanti per la comprensione della cultura dell'antico Egitto, "e ci fornisce più dettagli di quanti potremmo ottenerne dalle semplici prove archeologiche". Il documento mostra la frequenza dei furti nelle tombe, e le ricompense offerte per la cattura dei colpevoli, e mostra perché le persone rischiavano la vita per ottenere l'oro nascosto nelle tombe. Anche la punizione prevista per questo crimine è importante; la durezza dell'impalamento fa capire che i tombaroli erano trattati molto severamente. Questo fa capire che le autorità cercavano di scoraggiare eventuali atti simili futuri, punendo duramente i colpevoli, o potrebbe dimostrare l'importanza della morte e della vita ultraterrena nell'antico Egitto. Rubare nelle tombe, o distruggere sarcofagi e cadaveri, veniva considerato un modo per danneggiare il passaggio nella vita ultraterrena, il che dimostrerebbe la necessità di una punizione così dura.